# Liste der Bodendenkmäler im Feuchter Forst
Auf dieser Seite sind die Bodendenkmäler in dem mittelfränkischen gemeindefreien Gebiet Feuchter Forst zusammengestellt. Diese Tabelle ist eine Teilliste der Liste der Bodendenkmäler in Bayern. Grundlage ist die Bayerische Denkmalliste, die auf Basis des Bayerischen Denkmalschutzgesetzes vom 1. Oktober 1973 erstmals erstellt wurde und seither durch das Bayerische Landesamt für Denkmalpflege geführt wird. Die folgenden Angaben ersetzen nicht die rechtsverbindliche Auskunft der Denkmalschutzbehörde.

Mit dem Stand vom 27. Juli 2016 sind zwei Bodendenkmäler vom Feuchter Forst in der Bayerischen Denkmalliste eingetragen.

## Liste der Bodendenkmäler
| Lage                      | Objekt                                    | Akten-Nr.     | Bild           |
| ------------------------- | ----------------------------------------- | ------------- | -------------- |
| Feuchter Forst (Standort) | Grabhügel vorgeschichtlicher Zeitstellung | D-5-6533-0115 |                |
| Feuchter Forst (Standort) | Grabhügel vorgeschichtlicher Zeitstellung | D-5-6633-0066 |                |
| Feuchter Forst (Standort) | Vogelherd der frühen Neuzeit              | D-5-6633-0201 | weitere Bilder |